# Antigéncsuszamlás
Az antigéncsuszamlás (antigénshift, angolul: antigenic shift) az a jelenség, amikor egy vírus, különösen az influenza legalább két altípusa (vagy két teljesen különböző vírus) úgy kombinálódik, hogy az új altípus felszíni antigénjei a két eredeti vírus keverékéből állnak össze. Az „antigénsodródás” kifejezés leggyakrabban az influenza szakirodalmában fordul elő, de nem kizárólagosan ott (lásd pl. a juhok és kecskék megbetegedését okozó Visna-Maedi vírust).
Az antigéncsuszamlás a gének újrarendeződének (reassortment) speciális esete, ami a fenotípus változására utal. Fontosságát az adja, hogy ennek segítségével a rekombináció előttig fajspecifikus vagy nagyobb rendszertani csoport fajai sejtjeihez kötődni tudó (influenza)vírus képessé válik arra, hogy más fajokban is megtelepedjen, új niche-eket hódítson meg.
A virológia eddig viszonylag keveset foglalkozott az óceáni ökoszisztémával, de annak hatalmas kiterjedése, nagy vírussűrűsége (100 millió vírus/mL a parti vizekben, 3 millió vírus/mL a nyílt óceánon) és a sejtek lízisének magas aránya miatt a tengeri vírusok antigéncsuszamlásának és genetikai rekombinációjának aránya meglehetősen magas lehet.

## Fordítás
- Ez a szócikk részben vagy egészben az Antigenic shift című angol Wikipédia-szócikk ezen változatának fordításán alapul.  Az eredeti cikk szerkesztőit annak laptörténete sorolja fel. Ez a jelzés csupán a megfogalmazás eredetét és a szerzői jogokat jelzi, nem szolgál a cikkben szereplő információk forrásmegjelöléseként.